# Colpurella fontinalis
Colpurella fontinalis är en rundmaskart som beskrevs av Nathan Augustus Cobb 1919. Colpurella fontinalis ingår i släktet Colpurella och familjen Axonolaimidae. Inga underarter finns listade i Catalogue of Life.